# سرخس سنگ سبز
سرخس سنگ سبز (نام علمی: Pellaea viridis) نام یک گونه از تیره پرسرخسیان است.